# Pascale Müller
Pascale Müller (* 1990 in Dernbach) ist eine deutsche investigative Journalistin, die insbesondere zu Politik und sexualisierter Gewalt schreibt. Für ihre 2018 bei BuzzFeed und Correctiv publizierte Sozialreportage zu sexualisierter Gewalt gegenüber Erntehelferinnen in Spanien,  Marokko und Italien wurde sie unter anderem mit dem Nannen Preis ausgezeichnet.

## Leben
Müller studierte Soziologie und Politikwissenschaften an der Universität Mannheim und der Universität Metz. Anschließend absolvierte sie Praktika, unter anderem bei der Frankfurter Allgemeinen Zeitung, der Jungle World, ZDF/3sat sowie bei dem Berlin-Institut für Bevölkerung und Entwicklung. Mit einem Stipendium des Instituts für Auslandsbeziehungen verbrachte Müller im Sommer 2013 vier Monate bei der in Amman publizierten englischsprachigen Tageszeitung The Jordan Times. Von September 2013 bis Juni 2014 absolvierte Müller eine zwölfmonatige Erasmus Mundus Master-Ausbildung in Journalismus, Medien und Globalisierung an der Universität Aarhus und der Dänischen Schule für Medien und Journalismus. Nach Abschluss einer zwölfmonatigen Volontärsausbildung an der Zeitenspiegel-Reportageschule Günter Dahl im September 2015 schrieb Müller zunächst als freie Journalistin unter anderem für Tagesspiegel, Correctiv, DLF, taz und Correspondents.org. Seit 2018 gehört sie zum Redaktionsteam von BuzzFeed News.
2015 wurde Pascale Müller von der International Women’s Media Foundation (IWMF) in Washington, D.C. mit 10.000 US$ zur Durchführung eines Workshops in Kairo zum Kompetenzaufbau für Journalistinnen im Nahen Osten und in Nordafrika gefördert. Für European Youth Press (EYP), ein Netzwerk europäischer Nachwuchsjournalisten, koordiniert Müller den Ausschuss für den Nahen Osten und Nordafrika (englisch Middle East and North Africa Committee, MENAC), um den Dialog zwischen jungen Medienschaffenden aus Europa, dem Nahen Osten und Nordafrika zu fördern.
Über Angriffe Rechtsextremer auf Müller während ihrer Berichterstattungen zu den Ausschreitungen in Chemnitz 2018 und den Demonstrationen in Köthen 2018 wurde unter anderem in der taz, dem Medium Magazin, der Rheinischen Post, Watson, und Spiegel Online berichtet.
Mehrmonatige Recherchen von Müller zusammen mit der italienischen Journalistin Stefania Prandi zu sexualisierter Gewalt gegenüber Erntehelferinnen in Spanien, Marokko und Italien wurden unter anderem mit den Nannen Preis in der Kategorie Beste Investigative Leistung geehrt und von der Jury des Deutschen Reporterpreises zu den fünfzehn herausragenden Reportagen des Jahres in der Kategorie „Investigation“ gezählt. Die Reportage wurden von zahlreichen weiteren Medien wie zum Beispiel in einer Kolumne von Margarete Stokowski in Der Spiegel sowie Berichten bei SRF, ORF, detektor.fm, RTL, DLF, dem Tagesspiegel und dem General-Anzeiger aufgegriffen.
2018 zählte das Medium Magazin Müller zu den „Top-30 bis 30“ der deutschen Journalisten.

## Auszeichnungen
- für die gemeinsam mit Stefania Prandi durchgeführte Recherche zu den Reportagen Vergewaltigt auf Europas Feldern (BuzzFeed News, April 2018)[21] und „Er kommt am Abend“ (Correctiv, April 2018)[22]
  - 2018: Ferdinand-Simoneit-Preis[23]
  - 2018: Otto-Brenner-Preis[1]
  - 2019: Nannen Preis in der Kategorie Beste Investigative Leistung[24]
  - 2019: Theodor-Wille-Heinrich-Diederichsen-Journalistenpreis Fair Trade vom Institut für Weltwirtschaft[25]